# Steatoda rhombifera
Steatoda rhombifera là một loài nhện trong họ Theridiidae.
Loài này thuộc chi Steatoda. Steatoda rhombifera được miêu tả năm 1861 bởi Grube.